# Tony Yayo
Tony Yayo (født 31. marts 1978 i South Jamaica, Queens) er en amerikansk rapper, der er med i rap-gruppen G-unit, som har 50 cent som frontfigur, men også har store navne som Young Buck og Lloyd Banks som medlemmer.

## Karriere
Som solist har Tony Yayo aldrig helt slået igennem, men han har medvirket i utallige G-unit remix, som fx klassikere som Hate it or love it og G-unit remix og So Seductive født den 29 august
Tony Yayo er stadig medvirkende i G-unit.

## Diskografi
Studioalbum
- Thoughts Of A Predicate Felon (2005)
- Talk Of NY (2011)

Mixtapes
- ThisIs50.com Vol. 4 : S.O.D. (2008)
- Black Friday (2008)
- Bloody Xmas (2008)
- The Swine Flu (2009)
- The Swine Flu 2 (2009)
- Public Enemies (2009)
- Gangsta Paradise (2009)
- Gunpowder Guru (2010)
- Gunpowder Guru 2 (2010)
- Hawaiian Snow (med Danny Brown) (2010)
- Gunpowder Guru 3 (2011)
- El Chapo (2011)
- Meyer Lansky (2011)
- Gunpowder Guru 4 (2011)